# 塔扎-胡塞馬-陶納特大區
塔扎—胡塞馬—陶納特大區（阿拉伯语：‎）是摩洛哥東北部曾经的一個大區，北臨地中海。面積24,155平方公里。2004年人口1,807,113人。首府胡塞馬。
下轄三省。